# Macchina rasaghiaccio

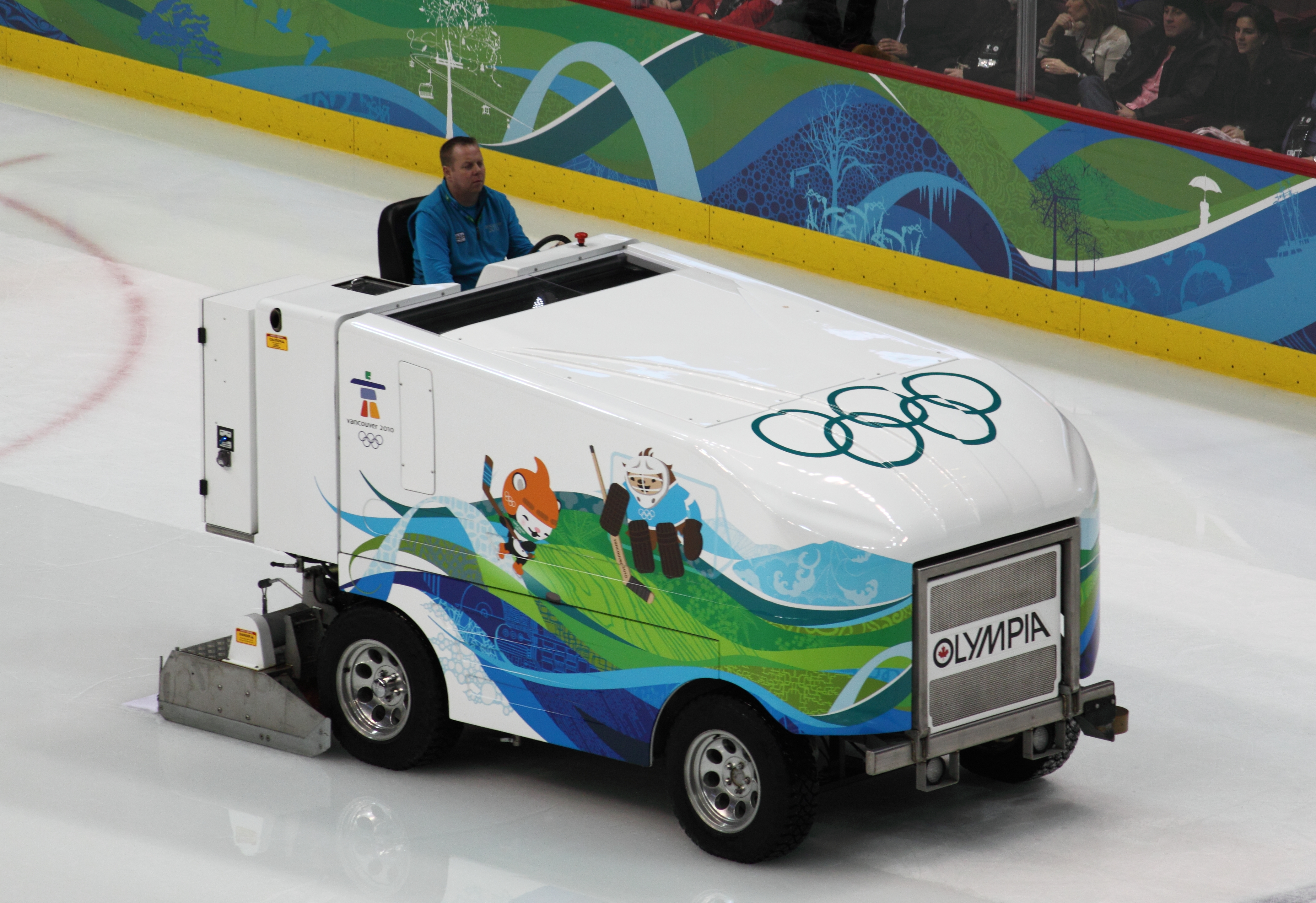
Una macchina leviga ghiaccio in azione durante le Olimpiadi Invernali di Vancouver 2010.

La macchina rasaghiaccio, detta per antonomasia anche Rolba o Zamboni, è la macchina impiegata per pulire e levigare la superficie delle piste di ghiaccio ad uso sportivo. In Europa è spesso denominata Rolba, dall'omonima azienda svedese che ne produce i modelli più diffusi; oltreoceano è più comunemente chiamata Zamboni, dal nome dell'imprenditore italo-statunitense Frank Zamboni che nel 1949 ne sviluppò un modello particolarmente performante. Il termine «zamboni» si è diffuso anche perché citato in diverse strisce dei Peanuts di Charles M. Schulz.